# Weinheim
Weinheim [ˈvaɪ̯nhaɪ̯m]  est une ville du nord-ouest du land de Bade-Wurtemberg, en Allemagne, qui compte 43 000 habitants. Elle se situe au nord de Heidelberg et au nord-est de Mannheim, les trois villes formant le triangle de la région du Rhin-Neckar. Elle porte le surnom de ville aux deux châteaux-forts (en allemand Zwei-Burgen-Stadt) en référence aux forteresses qui surplombent la ville à l'est et bordent le massif de moyenne montagne de l’Odenwald : le Windeck et le Wachenburg.

## Histoire

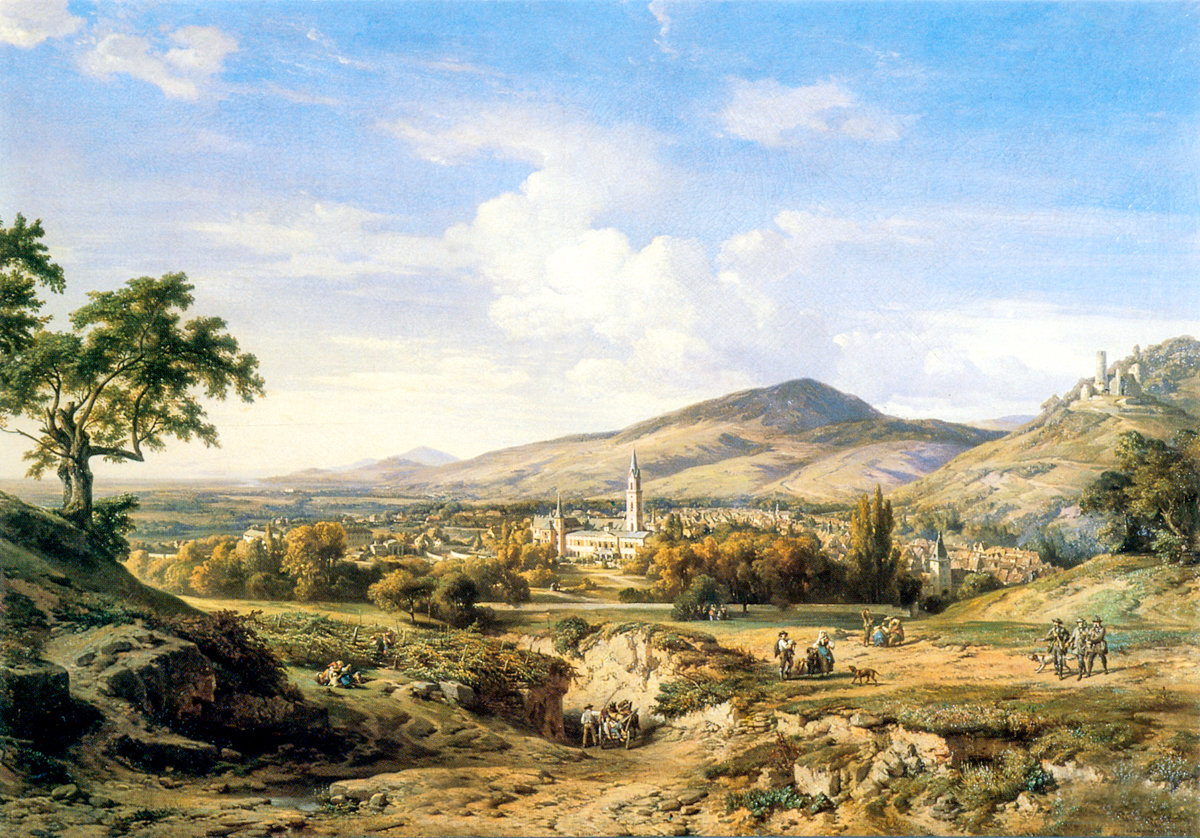
Weinheim par Albert Kirchner, 1857

| Appartenances historiques Palatinat du Rhin 1264-1803 Électorat de Bade 1803–1806 Grand-duché de Bade 1806–1918 République de Weimar 1918–1933 Reich allemand 1933–1945 Allemagne occupée 1945–1949 Allemagne 1949–présent |

## Sports
Le stade Sepp-Herberger est un stade utilisé notamment pour l'athlétisme.

## Personnalités liées à la commune
- Friedrich Engesser (1848-1931), ingénieur né dans la commune.
- Johann Knüpfer (1866-1910), artiste allemand d'art brut, né en à Wünschmichelbach, un hameau de Weinheim.

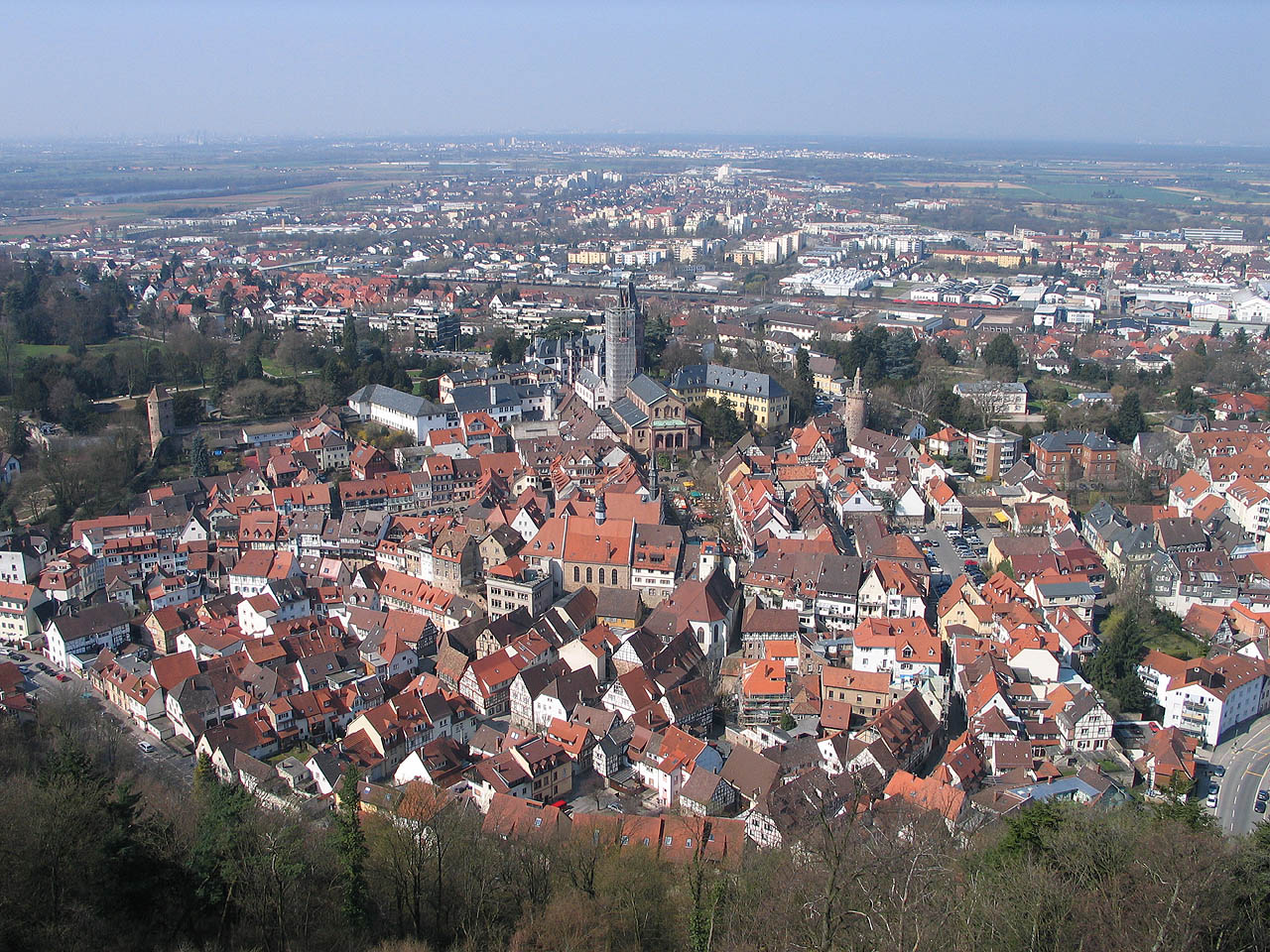
Vue de la ville depuis le Windeck.
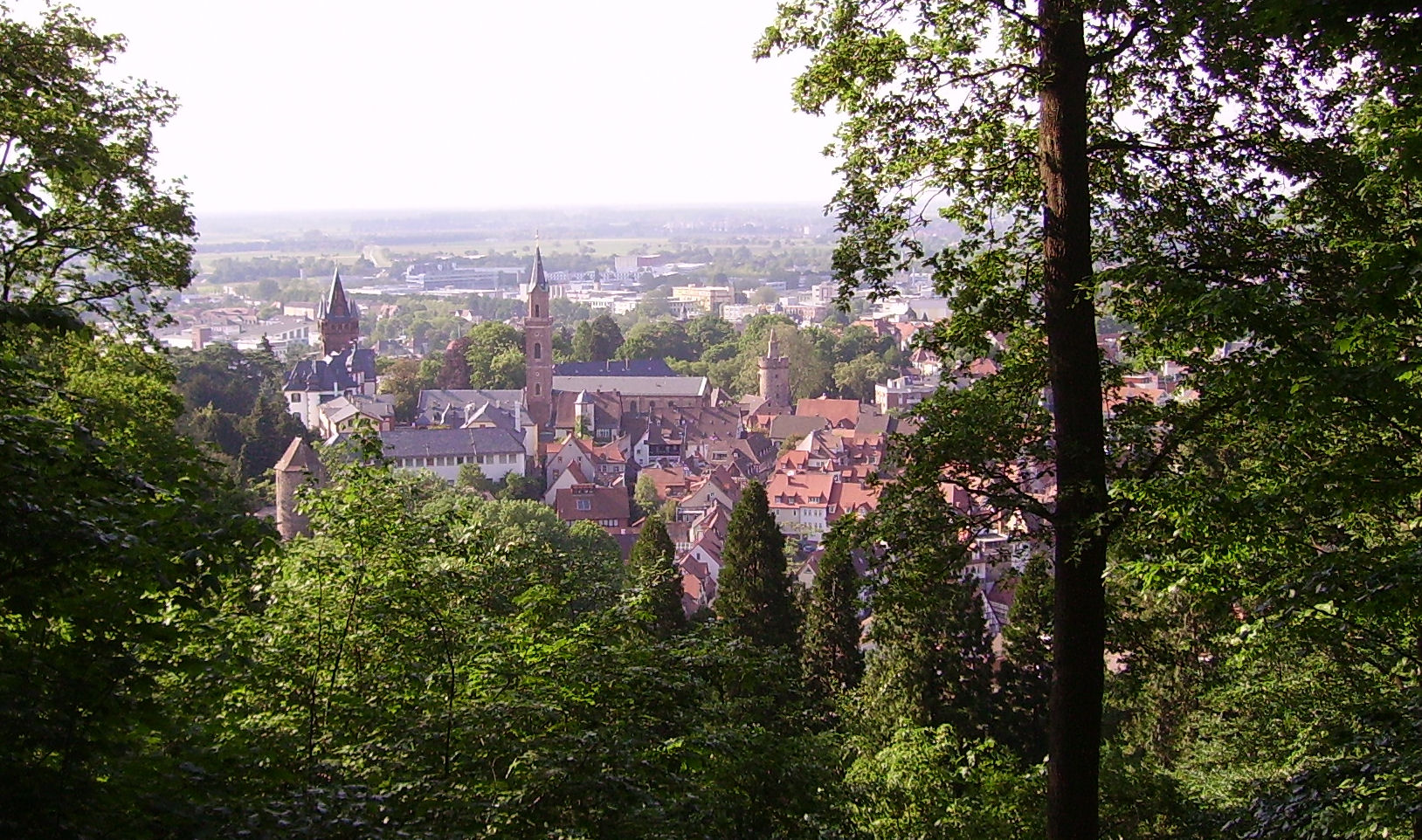
L'arboretum : Exotenwald Weinheim.
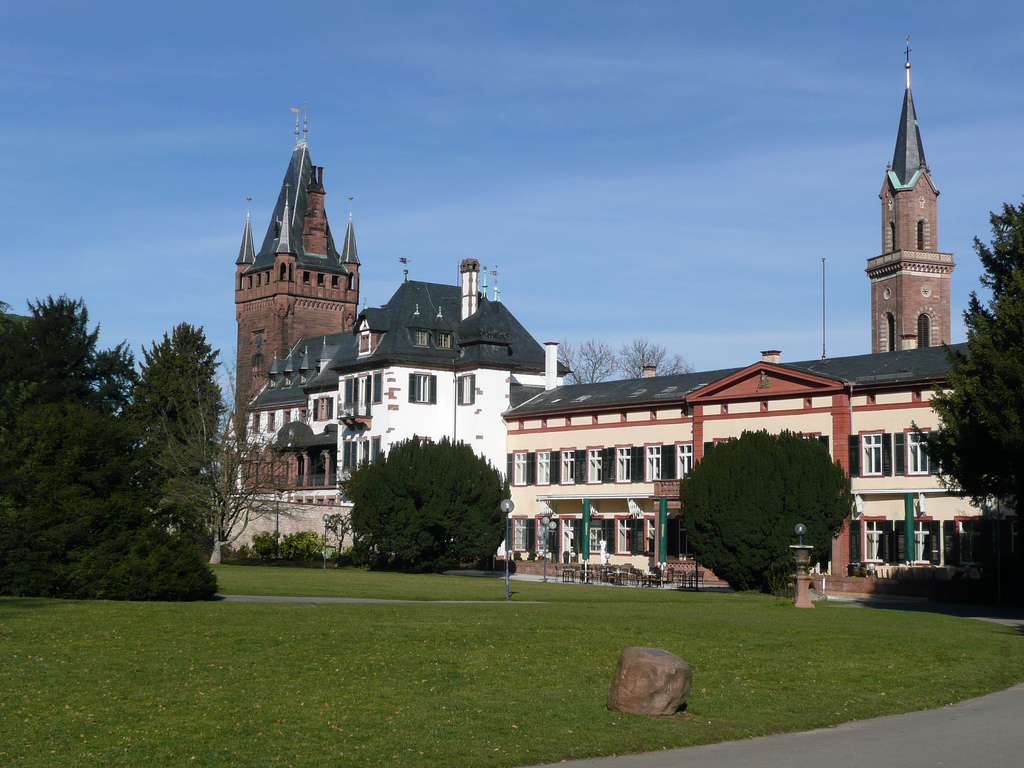
Le château de Weinheim.
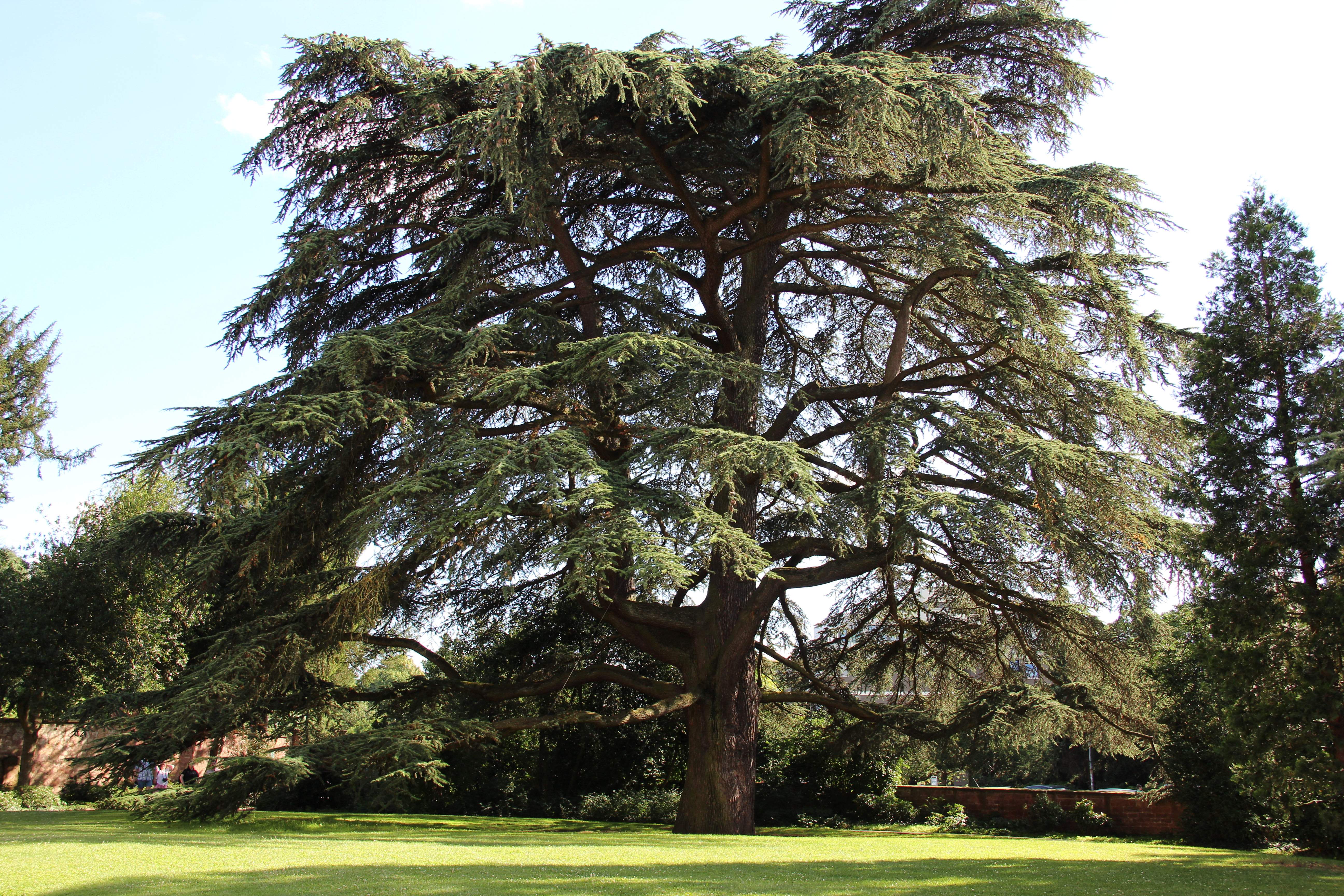
Cèdre du Liban dans le parc du château.

## Honneur
L'astéroïde (183182) Weinheim porte son nom.